# Headspace (gruppo musicale)
Gli Headspace sono un gruppo musicale progressive metal britannico formatosi nel 2006 per iniziativa del cantante Damian Wilson e del tastierista Adam Wakeman.

## Formazione
Attuale
- Damian Wilson – voce (2006-presente)
- Pete Rinaldi – chitarra (2006-presente)
- Lee Pomeroy – basso (2006-presente)
- Adam Wakeman – tastiera (2006-presente)
- Adam Falkner – batteria (2015-presente)

Ex-componenti
- Richard Brook – batteria (2006-2015)

## Discografia

### Album in studio
- 2012 – I Am Anonymous
- 2016 – All That You Fear is Gone

### Extended play
- 2007 – I Am...